# Pterobryon sulcatum
Pterobryon sulcatum là một loài Rêu trong họ Pterobryaceae. Loài này được (Hook.) Mitt. miêu tả khoa học đầu tiên năm 1882.